# Charta der Grundrechte der Europäischen Union

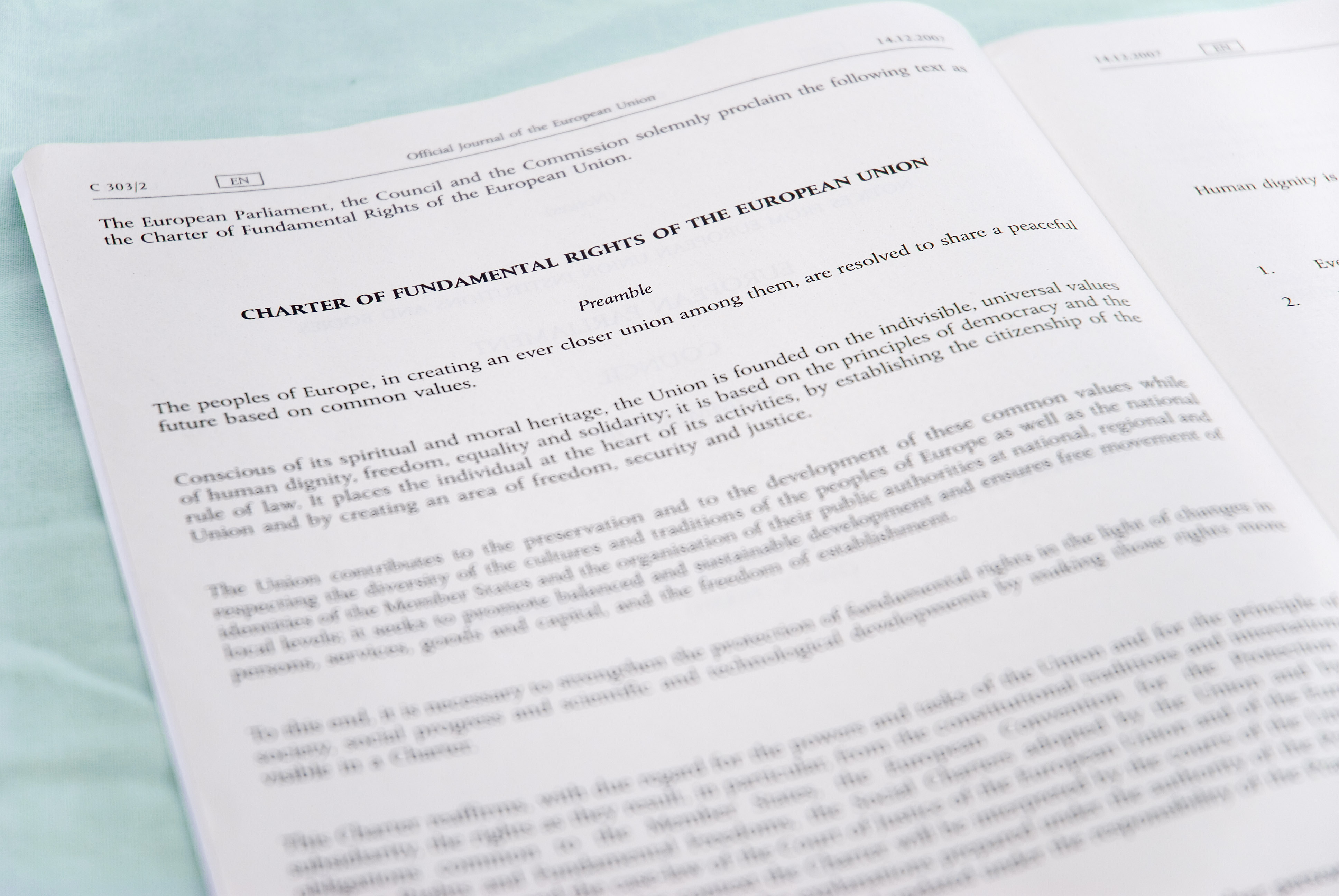
Präambel der Charta der Grundrechte der Europäischen Union

Die Charta der Grundrechte der Europäischen Union, kurz EU-Grundrechtecharta oder Grundrechtecharta (häufige Abkürzungen: GRC und GRCh), kodifiziert Grundrechte und Menschenrechte im Rahmen der Europäischen Union. Mit der Charta sind die Grundrechte in der Europäischen Union erstmals umfassend schriftlich niedergelegt. Sie orientiert sich an der Europäischen Menschenrechtskonvention und der Europäischen Sozialcharta, den mitgliedstaatlichen Verfassungen und internationalen Menschenrechtsdokumenten, aber auch an der Rechtsprechung der europäischen Gerichtshöfe.
Die Charta gilt aufgrund des EU-Vertrages für alle Staaten der Europäischen Union außer Polen. Sie ist für die EU und ihre Organe bindend; für die Mitgliedsstaaten ist sie dies ausschließlich bei der Durchführung des Rechts der Union.
Die Charta wurde ursprünglich vom ersten europäischen Konvent unter dem Vorsitz von Roman Herzog erarbeitet und u. a. vom Europäischen Parlament und vom Rat der Europäischen Union gebilligt. Zur Eröffnung der Regierungskonferenz von Nizza am 7. Dezember 2000 wurde sie erstmals feierlich proklamiert. Die Grundrechtecharta sollte dann am 1. November 2006 als Teil des Europäischen Verfassungsvertrages in Kraft treten, der jedoch scheiterte. Rechtskraft erlangte sie daher erst am 1. Dezember 2009, gemeinsam mit dem Inkrafttreten des Vertrags von Lissabon. Damit wurde sie für alle Mitgliedstaaten bindend (Artikel 6 EU-Vertrag), ausgenommen Polen und das Vereinigte Königreich (Protokoll Nr. 30, siehe Opt-out). 2009 sagte der Europäische Rat Tschechien zu, das Opt-out durch ein Zusatzprotokoll auf Tschechien auszudehnen. Im Februar 2014 verzichtete jedoch die tschechische Regierung auf das Opt-out.

## Entstehungsgeschichte
Diese Charta wurde 1989 vorher als Gemeinschaftscharta (GemCharta) der sozialen Grundrechte der Arbeitnehmer verabschiedet und enthielt die Hauptgrundsätze, auf denen das europäische Arbeitsrechtsmodell beruhte, die im Einklang mit der Präambel des Vertrags zur Gründung der Europäischen Wirtschaftsgemeinschaft (EWG) angenommen wurden, der die Notwendigkeit anerkannte, dass die Lebens- und Arbeitsbedingungen der EU-Bürger beständig zu verbessern sind. Nach den auf Initiative der deutschen Bundesregierung gefassten Beschlüssen des Europäischen Rats in Köln (3./4. Juni 1999) und Tampere (15./16. Oktober 1999) erarbeitete ein Europäischer Konvent aus 15 Beauftragten der Staats- und Regierungschefs und einem Vertreter der Europäischen Kommission, 16 Mitgliedern des Europäischen Parlaments und 30 nationalen Parlamentariern (zwei aus jedem Mitgliedstaat) den „Entwurf einer Charta der Grundrechte der Europäischen Union“. Der ehemalige Bundespräsident Roman Herzog wurde auf der konstituierenden Sitzung des Konvents am 17. Dezember 1999 zum Vorsitzenden des Konvents gewählt. Deutschland war durch den Abgeordneten Jürgen Meyer (SPD) bzw. dessen Stellvertreter im Konvent, Peter Altmaier (CDU) und durch den Minister für Europaangelegenheiten des Freistaats Thüringen, Jürgen Gnauck (CDU), bzw. dessen Vertreter, den Landesminister für Europaangelegenheiten Niedersachsens, Wolf Weber (SPD), vertreten.
Nach neun Monaten intensiver Debatten im Konvent und breitgefächerter Anhörungen gesellschaftlicher Gruppen, der damaligen EU-Beitrittskandidaten und maßgeblicher Institutionen billigte der Grundrechtekonvent in seiner feierlichen Abschlusssitzung am 2. Oktober 2000 den Entwurf der Charta. Die Öffentlichkeit war über Veranstaltungen, Medien und Internet sowie mit zahlreichen schriftlichen Eingaben beteiligt. Auch die Vertreter des Europäischen Gerichtshofs, des Europarates und des Europäischen Gerichtshofs für Menschenrechte begrüßten den Entwurf als mitberatende Beobachter ausdrücklich.
Der Europäische Rat (Biarritz 13./14. Oktober 2000) und das Europäische Parlament (14. November 2000) erklärten ihre Zustimmung. Der Deutsche Bundestag (28. November 2000) und der Bundesrat (1. Dezember 2000) verabschiedeten jeweils Anträge, die die Charta begrüßten und ihre Aufnahme in die vertraglichen Grundlagen der Europäischen Union empfahlen.
Ein erster Versuch, der Charta Rechtswirkung zu verleihen, erfolgte mit dem 2004 verabschiedeten Vertrag über eine Verfassung für Europa. Dieser setzte sich aus vier Teilen zusammen, dessen zweiter die Charta bildete. Nachdem der Verfassungsvertrag 2005 in Referenden in Frankreich und den Niederlanden abgelehnt worden war, erhielt die Charta, die bis dahin als soft law erhebliche Ausstrahlungskraft hatte, nunmehr Rechtskraft als eigenständiges Dokument, indem im Vertrag von Lissabon ein Verweis auf sie eingefügt wurde: Über Art. 6 Abs. 1 EU-Vertrag ist die Charta in das Primärrecht der Europäischen Union aufgenommen.

## Ziele, Inhalt und Bindungswirkung der Charta
Die Charta enthält die auf Ebene der Union geltenden bzw. unionalen Grundrechte, die bisher nur durch einen allgemeinen Verweis auf die Europäische Menschenrechtskonvention und auf die gemeinsamen Verfassungsüberlieferungen der Mitgliedstaaten der Europäischen Union im Vertrag genannt wurden (Artikel 6 Abs. 3 des EU-Vertrags). Mit ihrer „Sichtbarmachung“ in der Charta sollen die Grundrechte für den Einzelnen transparenter werden. Zugleich sollen Identität und Legitimität der Europäischen Union – als Wertegemeinschaft – gestärkt werden.
In sechs Titeln (Würde des Menschen, Freiheit, Gleichheit, Solidarität, Bürgerrechte und justizielle Rechte) fasst die Charta die allgemeinen Menschen- und Bürgerrechte und die wirtschaftlichen und sozialen Rechte in einem Dokument zusammen. Die Charta enthält einige wesentliche Grundsätze, an die sich vor allem der europäische Gesetzgeber zu halten hat.
Ein weiterer, abschließender Titel (Titel VII) regelt die so genannten horizontalen Fragen. Dieser Titel enthält diejenigen Regeln, die querschnittsartig für sämtliche Grundrechte gelten (Adressaten der Grundrechte, Grundrechtsschranken, Verhältnis zu anderen Grundrechtsgewährleistungen, insbesondere zur Europäischen Menschenrechtskonvention, Missbrauchsverbot).
Einige Abschnitte der Charta sind nicht eindeutig formuliert; so ist z. B. in Artikel 6 das Recht jeder Person „auf Freiheit und Sicherheit“ festgeschrieben, wobei unbestimmt bleibt, wie etwa individuelle Freiheit gegenüber kollektiver Sicherheit zu gewichten ist. Zur sachgerechten Auslegung der Charta ist daher die Kenntnis der Diskussionen im Grundrechtekonvent unerlässlich.

In 50 Artikeln werden umfassende Rechte anerkannt, für deren Durchsetzung nicht nur der Europäische Gerichtshof in Luxemburg, sondern vorab sämtliche nationalen Richter – gewissermaßen als Unionsrichter – zuständig sind. In Artikel 1 der Charta heißt es wie in Artikel 1 Absatz 1 des Grundgesetzes: „Die Würde des Menschen ist unantastbar“. Doch geht die Charta bei der Gewährung von Abwehr- und Schutzrechten teilweise weit über das deutsche Grundgesetz hinaus; sie sichert neben den klassischen Bürgerrechten wie Rede-, Meinungs- oder Versammlungsfreiheit auch den Verbraucherschutz, die Unverletzlichkeit der Wohnung, das Telekommunikationsgeheimnis, den Datenschutz, ein „Recht auf eine gute Verwaltung“ und weitgehende Rechte von Kindern, von Menschen mit Behinderung und von älteren Menschen. Insbesondere wurden zahlreiche soziale Rechte in die Charta aufgenommen, während das deutsche Grundgesetz hierzu schweigt. So sind unter anderem „würdige Arbeitsbedingungen“ und eine kostenlose Arbeitsvermittlung garantiert. Zudem ist die Charta von der Antidiskriminierung durchdrungen. In Artikel 21 sind mehr unzulässige Gründe für Diskriminierung aufgelistet als in Art. 19 AEU-Vertrag (ehemals Art. 13 EG-Vertrag), der bisher Grundlage der nationalen Antidiskriminierungsgesetze war. Wörtlich heißt es:

„Diskriminierungen insbesondere wegen des Geschlechts, der Rasse, der Hautfarbe, der ethnischen oder sozialen Herkunft, der genetischen Merkmale, der Sprache, der Religion oder der Weltanschauung, der politischen oder sonstigen Anschauung, der Zugehörigkeit zu einer nationalen Minderheit, des Vermögens, der Geburt, einer Behinderung, des Alters oder der sexuellen Ausrichtung, sind verboten.“

Einige fundamentale Rechte gelten absolut und einschränkungslos, so die Menschenwürde in Art. 1, das Folterverbot in Art. 4 oder das Sklavereiverbot in Art. 5. In diese Rechte dürfen Union und Mitgliedstaaten nicht eingreifen, und jede Relativierung – etwa beim Folterverbot – verbietet sich. Die anderen, nicht absoluten Rechte können hingegen eingeschränkt werden, wobei kein Grundrecht „leerlaufen“ darf. Zwar enthalten die einzelnen Grundrechte der Charta bis auf wenige Ausnahmen keine spezifischen Schranken. Eine allgemeine Schrankenklausel findet sich jedoch in Art. 52 Abs. 1, wonach jede Einschränkung gesetzlich vorgesehen sein und den Grundsatz der Verhältnismäßigkeit sowie den Wesensgehalt der Rechte achten muss. Soweit Chartarechte der Europäischen Menschenrechtskonvention entstammen, gelten die dort aufgeführten spezifischen Schrankenbestimmungen, und soweit Rechte dem europäischen Vertragswerk entnommen wurden, wie vor allem die Bürgerrechte, die darin bereits enthaltenen Schrankenklauseln.
In der Praxis ist vor allem die Frage wichtig, für wen die Charta gilt bzw. in welchen Situationen der Bürger sich auf die Chartarechte berufen kann. Diese Frage klärt Art. 51. Danach bindet die Grundrechtecharta zum einen sämtliche Organe, Einrichtungen und sonstigen Stellen der Europäischen Union. Das gesamte Handeln der Union muss sich mithin am Maßstab der Charta messen lassen, insbesondere die europäische Gesetzgebung (per Verordnungen und Richtlinien) und die europäische Verwaltung.
Zum anderen bindet die Charta aber auch die Mitgliedstaaten, soweit diese Unionsrecht durchführen, indem sie etwa europäische Richtlinien in nationales Recht umsetzen oder – durch ihre nationalen Verwaltungen – europäische Verordnungen ausführen.
Keine Anwendung findet die Charta somit auf rein nationale Sachverhalte. Hier sind weiterhin die mitgliedstaatlichen Grundrechte alleiniger Prüfungsmaßstab. Die meisten Anfragen bei der Europäischen Kommission betreffen derartige Sachverhalte, für die weder Kommission noch Europäischer Gerichtshof zuständig sind. Als grobe Faustregel kann gelten, dass die Charta nur dann anwendbar ist, wenn es einen europäischen Bezug gibt.
Dies sieht der EuGH und in der Folge auch das Bundesarbeitsgericht anders: Unter Berufung auf Art. 31 entschied der EuGH, dass die regelmäßige Verjährungsfrist des BGB auf Urlaubsansprüche nach dem BUrlG keine Anwendung findet, wenn der Arbeitgeber seiner Hinweis- und Aufforderungsobliegenheit nicht nachgekommen ist. Darin folgte ihm das Bundesarbeitsgericht.

## Kritik
Rolf Schwanitz stört sich laut dem Humanistischen Pressedienst an der deutschen Fassung von Satz 2 der Präambel, die in der Fassung vom 12. Dezember 2007 lautet: „In dem Bewusstsein ihres geistig-religiösen und sittlichen Erbes gründet die Union auf die unteilbaren und universellen Werte der Würde des Menschen, der Freiheit, der Gleichheit und der Solidarität“. In anderen Sprachfassungen wird nicht wörtlich auf religiöses, sondern auf spirituelles Erbe verwiesen. Die englische („spiritual and moral heritage“) und französische („patrimoine spirituel et moral“) Formulierung sei aber nur als „geistiges und moralisches Erbe“ zu übersetzen. Die deutschsprachige Formulierung sei laut Rolf Schwanitz ein Ergebnis aktiver Lobbyarbeit von mehreren Gruppen.
In seiner Ansprache vor dem UN-Menschenrechtsrat in Genf am 18. März 2008 kritisierte der russisch-orthodoxe Patriarch Kyrill I. von Moskau und ganz Russland, dass es in der Charta keine Klausel zu Beschränkungen der darin zugesicherten Rechte und Freiheiten gibt, um den „gerechten Anforderungen der Moral“ genüge zu tun. Die im Jahr 1948 von der Generalversammlung der Vereinten Nationen verkündete Allgemeine Erklärung der Menschenrechte kannte eine solche Klausel noch (Art. 29 Abs. 2).
Eine besondere Bedeutung kommt hinsichtlich dem Recht auf Leben der Europäischen Menschenrechtskonvention des Europarates zu. Diese ist nach Artikel 52 Absatz 3 der Charta auch bei der Auslegung von Artikeln, die denen der Menschenrechtskonvention inhaltlich entsprechen, heranzuziehen. Gemäß den Erläuterungen zur Charta liegt eine solche Entsprechung bei ihrem Artikel 2 (Recht auf Leben) vor. Demnach ist bei Bestimmung seiner Reichweite Artikel 2 Absatz 2 der Europäischen Menschenrechtskonvention zu beachten:

„Eine Tötung wird nicht als Verletzung dieses Artikels betrachtet, wenn sie durch eine Gewaltanwendung
verursacht wird, die unbedingt erforderlich ist, um

a) jemanden gegen rechtswidrige Gewalt zu verteidigen;

b) jemanden rechtmäßig festzunehmen oder jemanden, dem die Freiheit rechtmäßig entzogen ist, an der
Flucht zu hindern;

c) einen Aufruhr oder Aufstand rechtmäßig niederzuschlagen“

Durch diese Bestimmungen wird das Recht auf Leben eingeschränkt. Allerdings haben alle EU-Mitgliedstaaten unabhängig von der EU-Grundrechtecharta ohnehin die Europäische Menschenrechtskonvention des Europarates unterzeichnet und ratifiziert, wodurch dieser Kritikpunkt praktisch leer läuft. Außerdem statuiert Artikel 52 Absatz 3 in Satz 2 ausdrücklich, dass der Verweis auf die Menschenrechtskonvention „dem nicht entgegen[steht], dass das Recht der Union einen weiter gehenden Schutz gewährt“, wobei in Absatz 4 auf die „Verfassungsüberlieferungen der Mitgliedstaaten“ verwiesen wird.
Eine Ratifikation der Menschenrechtskonvention durch die Europäische Union als Ganzes steht noch aus, was angesichts der Geltung der Grundrechtecharta für die Organe der EU und ihrem ausdrücklichen Verweis auf den Bedeutungsgehalt der Europäischen Menschenrechtskonvention nur begrenzte praktische Bedeutung hat. Das Beitrittsverfahren ist zurzeit jedoch zum Stillstand gebracht.
Wurde außerdem kritisiert, dass nach dem Protokoll Nr. 6 zur Europäischen Menschenrechtskonvention noch Artikel 2 Absatz 2 die Todesstrafe nicht für Taten ausschließen sollte, die in Kriegszeiten oder bei unmittelbarer Kriegsgefahr begangen werden, statuiert das am 1. Juli 2003 in Kraft getretene Protokoll Nr. 13 mittlerweile ein absolutes Verbot der Todesstrafe, das auch in Kriegszeiten gilt. Eine Abweichung nach Artikel 15 der Menschenrechtskonvention ist ausgeschlossen. Somit gilt über den Verweis in Artikel 52 Absatz 3 auch das Verbot der Todesstrafe nach Artikel 2 Absatz 2 der Grundrechtecharta uneingeschränkt und auch zu Kriegszeiten.
Zudem wird kritisiert, dass die Grundrechtecharta, die als Grundkonsens demokratisch-rechtsstaatlichen Menschenrechtsempfinden gelten sollte, nicht für alle EU-Mitgliedstaaten bindend ist.
Die Initiative „Für neue Grundrechte in Europa“ moniert Umweltzerstörung, Digitalisierung, Macht der Algorithmen, systematische Lügen in der Politik, ungehemmte Globalisierung und Bedrohungen für den Rechtsstaat als Lücken in der Grundrechtecharta und fordert ihre Erweiterung. Der Vorschlag basiert auf einem 2021 erschienenen Buch des Juristen Ferdinand von Schirach und hat in kurzer Zeit ein  großes Medienecho erzeugt.

## Aktuelle Auswirkungen
Auf Basis der Charta der Grundrechte sind seit ihrem Inkrafttreten im Jahr 2009 bereits zahlreiche Entscheidungen im Grundrechtsbereich ergangen. Der Anteil der Entscheidungen, in denen der Europäische Gerichtshof die Charta zitiert, stieg von 6,4 % im Jahr 2010 auf 17,7 % im Jahr 2017. In diesem Zeitraum wurde die Charta in 13,2 % der Entscheidungen des Gerichtshofs erwähnt. Die Rechtswissenschaft beurteilt die dogmatische Qualität der Grundrechtsprüfung heute überwiegend als deutlich gestiegen.
Der Europäische Gerichtshof hob zum Beispiel durch das Urteil in den verbundenen Sachen C-293/12 und C-594/12
am 8. April 2014 auf Vorlagen Irlands und Österreichs die Richtlinie 2006/24/EG über die Vorratsdatenspeicherung wegen Verstößen gegen die Charta auf; sie verstieß beim Eingriff in die Grundrechte Recht auf Schutz personenbezogener Daten (Art. 8) und Recht auf Achtung des Privatlebens (Art. 7) gegen das Verhältnismäßigkeitsprinzip (Art. 52).
In einer Entscheidung vom 14. März 2012 erklärte der österreichische Verfassungsgerichtshof, dass die Grundrechtecharta für Österreich zu jenen Normen gehöre, die von ihm als Maßstab für die Verfassungskonformität österreichischen Rechts herangezogen würden, entgegenstehende generelle Normen würden aufgehoben. Das wurde als Grundsatzentscheidung und „Meilenstein in der Entwicklung der Grundrechte-Judikatur“ interpretiert.
Daran anschließend hat das deutsche Bundesverfassungsgericht im Jahr 2019 erklärt, ab sofort in gewissen Konstellationen ebenfalls die Grundrechtecharta anzuwenden und zu prüfen, ob die Fachgerichte den Grundrechten der Charta hinreichend Rechnung getragen und einen vertretbaren Ausgleich gefunden haben.
Ende November 2016 veröffentlichte die Zeit-Stiftung einen Entwurf der Charta der Digitalen Grundrechte der Europäischen Union, die in ihrer Präambel die Charta der Grundrechte anerkennt und in den Abschnitten „Gleichheit“ und „Schlussbestimmungen“ expliziten Bezug auf die Charta der Grundrechte nimmt.